# Chiesa della Beata Vergine della Consolata
La chiesa della Beata Vergine della Consolata (semplicemente chiesa della Consolata) è un edificio religioso situato a Porto Torres.
Consacrata al culto cattolico, è sede dell'omonima parrocchia e fa parte dell'arcidiocesi di Sassari.
Fu costruita nel XIX secolo, in stile neoclassico, su progetto dell'architetto Giuseppe Cominotti per volontà dell'arcivescovo di Sassari Carlo Tommaso Arnosio. La prima pietra fu posta il 22 febbraio 1826, e, il 30 dicembre 1827, l'arcivescovo turritano, alla presenza del Magistrato civico di Sassari, consacrò la chiesa. È uno dei luoghi di culto storici della città assieme alla Basilica di San Gavino.
La chiesa della Beata Vergine della Consolata rientra nei monumenti valorizzati dal progetto Monumenti Aperti.